# Werner Krusche

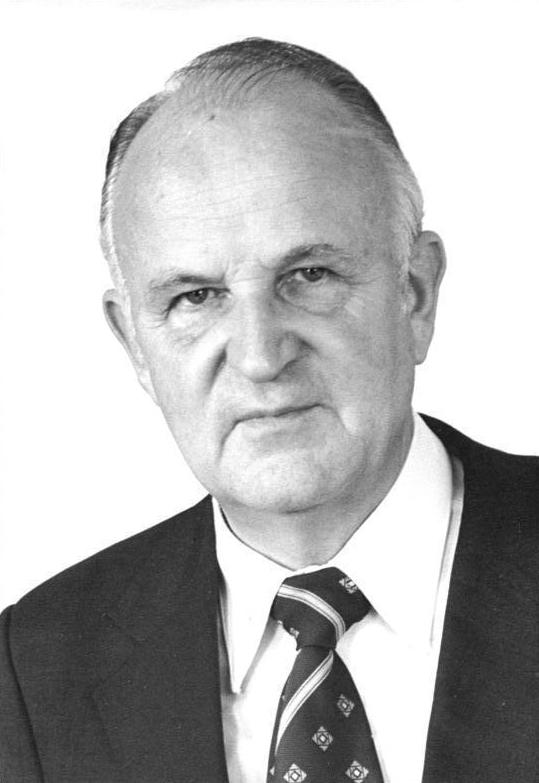
Werner Krusche (1981)

Werner Krusche (Lauter, 28 november 1917 - Maagdenburg, 24 juli 2009) was een Duits evangelisch theoloog en bisschop.
Krusche begon in 1943 theologie te studeren aan de Universiteit van Leipzig. Bij het einde van de Tweede Wereldoorlog belandde hij in Britse krijgsgevangenschap en kon pas na zijn vrijlating zijn studies verderzetten in Bethel, Heidelberg, Göttingen en Bazel. In 1954 werd hij pastor in Dresden. Van 1958 tot 1966 was hij directeur aan het Saksische seminarie voor predikanten in Lückendorf bij Zittau. Van 1966 tot 1968 doceerde hij systematische theologie in Leipzig.
Krusche was 1968 tot 1983 bisschop in de kerkprovincie Saksen. Hij lag mede aan de basis voor de vredesbeweging "Van zwaarden tot ploegscharen", die ondanks felle weerstand van het communistisch bewind vrede zonder wapens bleef nastreven.
De beweging maakte mede de vreedzame machtsoverdracht in de DDR mogelijk in 1989. Krusche was van 1981 tot 1983 voorzitter van de Bond van Evangelische Kerken in de DDR. Door zijn moedige sermoenen en openlijke stellingnames groeide hij uit tot een der meest gezaghebbende stemmen tegen het Oost-Duitse regime. Hij was tevens een pleitbezorger van de Duitse hereniging.